# IC 3537
IC 3537 је двојна звијезда у сазвјежђу Дјевица која се налази на листи објеката дубоког неба у Индекс каталогу.
Деклинација објекта је + 7° 39' 2" а ректасцензија 12h 35m 22,6s.